# Labis (stad)

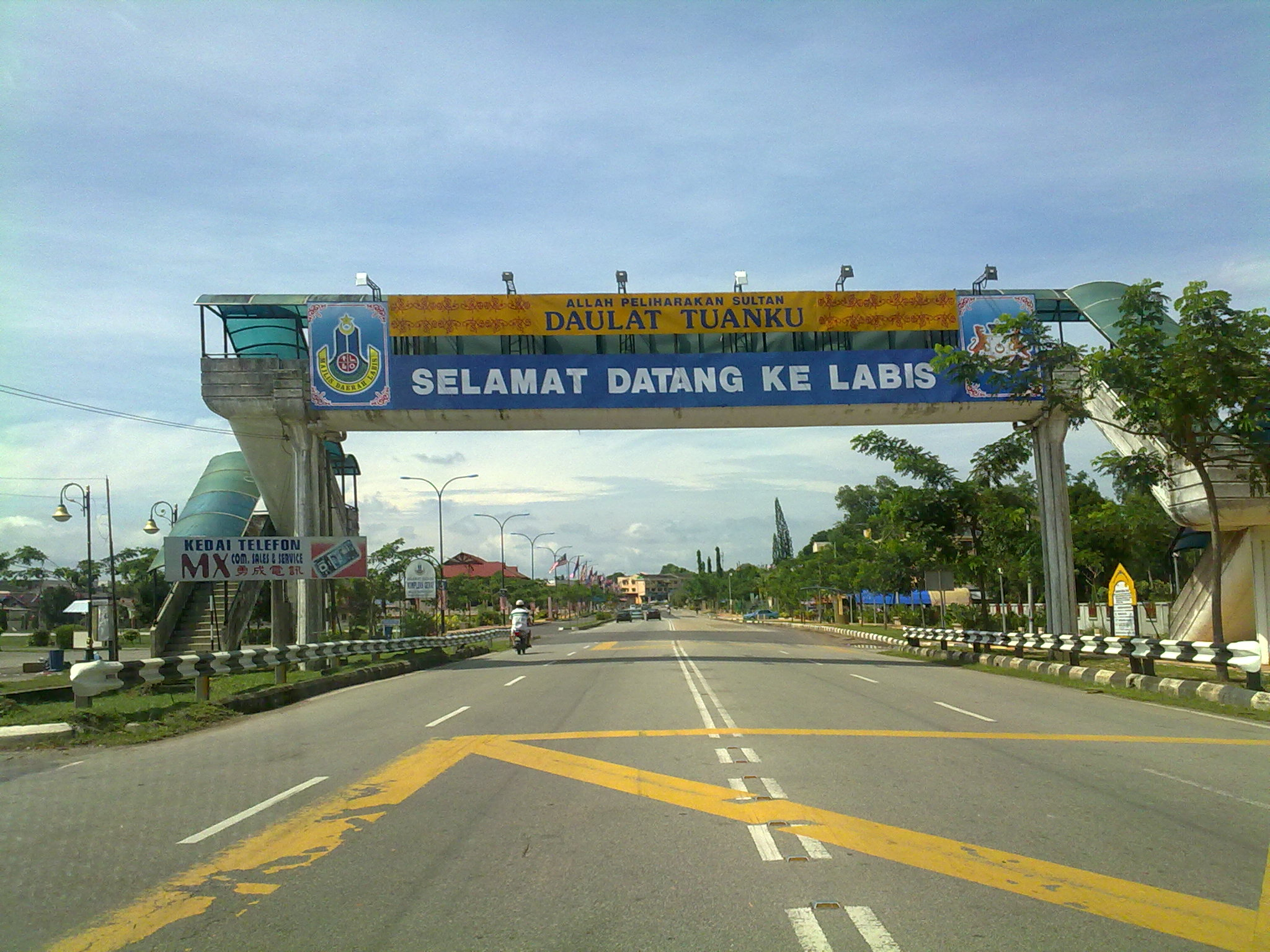
"Welkom in Labis"

Labis is een stad en gemeente (majlis daerah; district council) in de Maleisische deelstaat Johor.
De gemeente telt 32.500 inwoners.